# Ovo malo duše
Ovo malo duše je igrani film bosanskohercegovačkog redatelja Ademira Kenovića iz 1987.

## Radnja
"Ovo malo duše" je filmska priča o sazrijevanju dječaka u zabačenom selu u Bosni poslije Drugog svjetskog rata. Obični događaji, i smiješni i tužni, prepuni su nostalgije za nečim toliko bliskim, a toliko nedostižnim. 

## Vanjske poveznice
- Ovo malo duše u internetskoj bazi filmova IMDb-a